# Pastel (聲優組合)
Pastel（日语：パステル）是日本的一個聲優組合。

## 概要
「Pastel」是由動畫廣播節目的初代主持人及試鏡會合格者共7人所組成。2003年3月結成，2004年1月解散。2016年1月，睽違12年宣布再次結成展開活動。以前是STARCHILD所屬，再次結成之後移籍至King Amusement Creative本部（兩間都是唱片公司King Records旗下子公司）。

## 經歷
- 2002年10月：廣播節目開播。
- 2002年12月：舉辦公開錄音試鏡徵選，被選上並擔任廣播節目助理的有白石涼子、日永田麻衣（日语：日永田麻衣）及增山鈴乃音。
- 2003年3月8日：正式出道並舉辦紀念活動「CD」。
- 2003年4月1日：發行首張單曲（安利美特限定5000枚）。
- 2003年9月13日：發行第2張單曲。
- 2003年9月14日：舉辦公開錄音。
- 2003年12月3日：發行首張專輯「PASTEL☆PARTY」。
- 2004年1月11日：舉辦首張專輯發行紀念活動「☆PARTY a GO GO☆」。並於活動當天宣布解散。
- 2016年1月10日：睽違12年宣布再次結成展開活動。

## 成員
廣播節目「。」主持人
- 加藤奈奈繪（隊長）
- 古山貴實子
- 清水愛
- 今野宏美

試鏡會合格者
- 白石涼子
- 日永田麻衣（日语：日永田麻衣）
- 增山鈴乃音

## 歌曲列表

### 單曲
|     | 發行日期      | 標題 | 規格編號  | 最高名次 |
| --- | ------------- | ---- | --------- | -------- |
| 1st | 2003年4月1日  |      | KICM-9002 |          |
| 2nd | 2003年9月13日 |      | KICM-3046 |          |

### 專輯
|     | 發行日期      | 標題         | 規格編號 | 最高名次 |
| --- | ------------- | ------------ | -------- | -------- |
| 1st | 2003年12月3日 | PASTEL☆PARTY | KICA-616 |          |

## 出演

### 廣播
- （2002年10月－2003年3月）

### 現場演出
| 回數 | 形式 | 活動名稱                                         | 公演年份 | 公演日期／地點                  |
| ---- | ---- | ------------------------------------------------ | -------- | ------------------------------- |
| 1st  |      | ☆Twelve a GO GO！☆～～／★Twelve a GO GO！！★～～ | 2016年   | 全2場：5月21日／涉谷Star lounge |

## 來源
1. ↑  . KAI-YOU.net.   [2016-07-09]. （原始内容存档于2016-07-16） （日语）.

## 外部連結
- 聲優組合「Pastel」公式官網（页面存档备份，存于） （日語）
- Pastel的X（前Twitter） （日語）